# Centraal-Amis
Centraal Amis, ook wel Haiaans Ami of Hsiukulaans Ami, is een dialect van de in Taiwan gesproken Centrale taal Amis. 50 % van de woordenschat van dit dialect wordt gedeeld met de woordenschat van het Nataoraans Amis, een volwaardige maar ook Centrale taal. Daarnaast is het Centraal Amis erg verwant aan het Chengkung-Kwangshaans, eveneens een Amis-dialect.

## Classificatie
- Austronesische talen
  - Oost-Formosaanse talen
    - Centrale talen
      - Amis
        - Centraal Amis

Centraal-Amis · Chengkung-Kwangshan · Noord-Amis · Tavalong-Vataan · Zuid-Amis